# Follow the Blind
Follow the Blind ist das zweite Studioalbum der Krefelder Metal-Band Blind Guardian. Es wurde 1989 aufgenommen und am 25. Oktober desselben Jahres veröffentlicht.

## Entstehung
Nach der Veröffentlichung des Debütalbums Battalions of Fear zum Jahresbeginn 1988 begann die Band sofort mit der Arbeit an neuem Material. Bereits im Januar und Februar 1989 nahm die Band wie schon beim Debüt das neue Album unter der Leitung von Kalle Trapp in den Hamburger Karo-Studios auf. Das Plattencover wurde – ebenfalls wie zuvor – von Van Waay Design gezeichnet.
Das Intro Inquisition ist dem Monty-Python-Film Die Ritter der Kokosnuß (1975) entnommen. Beim Lied Valhalla ist Kai Hansen von der Band Gamma Ray als Gastsänger zu hören. Die 1991 erschienene CD-Ausgabe des Albums wurde um den Bonustrack Don’t Break the Circle, einer Coverversion von Demon, erweitert. Auch der schon auf der LP enthaltene Song Barbara Ann stellt eine Coverversion dar; Originalinterpret war die Doo-Wop-Gruppe The Regents.

## Musikstil
Prinzipiell ähnelt Follow the Blind mit seinen langen und durchgängig schnellen Songs mit nur wenigen Tempiwechsel, die im Wesentlichen von Riffs und melodischen Breaks getragen werden, dem Vorgängeralbum. Jedoch ist das Album noch mehr auf Rhythmik und Riffing konzentriert; beispielsweise gibt es nur recht kurze Solopassagen und wenig abwechslungsreiche Songstrukturen. Prägend sind auch die teilweise im Chor vorgetragenen Refrains; diese sind jedoch noch nicht so ausgefeilt wie auf späteren Alben. Auch die Stimme des Sängers Hansi Kürsch klingt wesentlich rauer als zu späteren Zeiten.
Die Texte des Albums basieren im Wesentlichen auf Fantasyliteratur. Damned for all Time und Fast to Madness sind von Michael Moorcocks Romanen Der ewige Held (englisch: The Eternal Champion) und von Elric von Melniboné inspiriert, der Titelsong basiert auf dem Roman Der Talisman von Stephen King und Peter Straub. Neben diesen Referenzen werden auch mythologische und religiöse Themen angesprochen: Banish from Sanctuary erzählt die biblische Geschichte Johannes des Täufers und Valhalla berichtet von Walhall aus der nordischen Mythologie.
Lediglich vereinzelt lassen sich auf spätere Werke hindeutende Entwicklungen erkennen; so etwa im Titelsong, dessen Intro und Outro mit einem Keyboard und Akustikgitarre versehenen sind und der darüber hinaus einen abwechslungsreichen Aufbau besitzt. Dennoch dominiert auch hier die eher raue Klangfarbe des gesamten Albums.
Kürsch selber sagte später in einem Interview mit der Zeitschrift Rock Hard (Ausgabe 177), dass die Band zur Entstehungszeit des Albums stark von Thrash-Bands wie Forbidden oder Vio-lence beeinflusst worden sei und daher kompositorisch Ähnliches versucht habe. Mit ihrem damals eher beschränkten spieltechnischen Können sei die Band bei den durchgehend schnellen Liedern aber ins Hintertreffen geraten.

## Wirkung und Rezeption
In der Fachpresse wurde Follow the Blind durchgehend gut bewertet. Kritisiert wurde lediglich das nicht konsistente Niveau der Kompositionen.
Als Import war dem Album in Japan ein großer Erfolg beschieden, der in einem Vertrag über den Vertrieb der Alben von Blind Guardian in diesem Land mündete und der Band seitdem dort enorme Erfolge bis hin zur Aufnahme des Livealbums Tokyo Tales bescherte.
Im Liveprogramm der Band hielten sich die Lieder des Albums nicht allzu lange, da das Material der nachfolgenden Werke wesentlich ausgefeilter war. Lediglich Valhalla gehört noch heute zum Programm, die Kombination Inquisition/Banish from Sanctuary wurde eine Zeitlang als Einstieg in Konzerte der Band genutzt.

## Titelliste
1. Inquisition (0:41)
2. Banish from Sanctuary (5:28)
3. Damned for all Time (4:58)
4. Follow the Blind (7:12)
5. Hall of the King (4:17)
6. Fast to Madness (5:58)
7. Beyond the Ice (3:30)
8. Valhalla (4:57)
9. Don’t Break the Circle (4:20; CD-Bonustrack)
10. Barbara Ann (1:42)

Gesamtspielzeit: 38:43 bzw. 43:03 inklusive Bonustrack